# Bradaczekite
La bradaczekite è un minerale appartenente al gruppo dell'alluaudite.

## Etimologia
Il nome è in onore del cristallografo tedesco Hans Bradaczek (1930-  ).